# Junge Junge
Junge Junge ist ein deutsches DJ- und Produzententeam der elektronischen Tanzmusik, bestehend aus Michael Noack und Rochus Grolle.

## Werdegang
Das Duo existiert seit 2012. 2015 kamen sie bei Universal unter Vertrag und veröffentlichten dort ihre Debüt-EPs Beautiful Girl und Run Run Run. Größere Festivalauftritte hatte das DJ-Duo beim Stuttgart Electronic Music Festival, dem electro magnetic, Melt, Parookaville, Lollapalooza und Helene Beach Festival.

## Diskografie

### EPs
- 2016: Beautiful Girl

### Singles
- 2013: Why (Rochus Grolle & Michael Noack feat. Alex Landon)
- 2015: Beautiful Girl (feat. Kyle Pearce)
- 2016: Run Run Run (feat. Kyle Pearce)
- 2017: Postcard (feat. Kyle Pearce)
- 2017: I Don’t Love You (I’m Just Lonely)
- 2017: I’m the One
- 2018: Catch 22 (mit Valentijn)
- 2018: Wenn jetzt Sommer wär
- 2018: Make You Feel Like (feat. Redward Martin)
- 2019: Wicked Hearts (feat. Jamie Hartman)
- 2019: A Walk on the Beach (feat. Redward Martin)
- 2020: Innocence
- 2020: Drunk Talk
- 2020: Vallut Bass (mit AKA AKA)
- 2020: This Summer (mit Will Church)
- 2021: Call on me (mit Moguai)
- 2021: Queen On A Throne (mit Joe Taylor)
- 2021: Closer (mit Sonofsteve)
- 2021: Ride or die
- 2021: All Shook Up
- 2022: Again and Again
- 2022: Wild Things
- 2023: Paradise
- 2023: Still I Bleed
- 2024: Here

### Remixe
- 2015: Fynn – Here’s My Soul
- 2015: Charlie Puth – One Call Away
- 2015: Frida – I Know There’s Something Going On
- 2016: Charlie Puth fest. Selena Gomez – We Don’t Talk Anymore
- 2016: AKA AKA & Thalstroem feat. Chasing Kurt – True
- 2016: Seinabo Sey – Sorry
- 2017: Glashaus – Bald (und wir sind frei)
- 2017: Kyle Pearce – Tick Tock
- 2018: Vargas & Lagola – Roads
- 2021: Ride or die
- 2024: Junge Junge - Beautiful Girl